# Coupe d'Algérie de basket-ball 1971-1972
Navigation
Coupe d'Algérie 1970-1971 Coupe d'Algérie 1972-1973
La Coupe d'Algérie 1971-1972 est la 4e édition de la Coupe d'Algérie de basket-ball, compétition à élimination directe mettant aux prises des clubs de basket-ball amateurs et professionnels affiliés à la fédération algérienne de basket-ball.

## Résultats

### finale
| 7 mai 1972 16h00 | [ 1 ] | Gendarmerie Nationale 82, NAR Alger 73 | Gendarmerie Nationale 82, NAR Alger 73 | Gendarmerie Nationale 82, NAR Alger 73 |  | Stade Ferhani, Alger Arbitres : |

- Gendarmerie Nationale Djadoun, Zenati Tayeb, Khoualef, Aiouaz, Khaies, Nafai, Djaidjai, Dellil, Driouche, Chaoui, Branci, Boualem Mohamed Salah
- NAR Alger Cherki, Frih, Lamari, Bencheman, Zenir A, Osmani, Djakoun, Hassar, Boulouh, Tchoketch, Asser, Zenir Abd, Mehenni